# La casa de los dibujos
Drawn Together (conocida como La casa de los dibujos) es una serie de dibujos animados para adultos estadounidense creada por Dave Jeser y Matthew Silverstein para el canal Comedy Central. Se emitió desde 2004 hasta 2007. La series es una parodia de reality shows como Big Brother, The Real World y The Surreal Life. Así, sus personajes son concursantes encerrados en una casa que deben interrelacionarse, ambientado como un reality show y con un formato de sitcom.
La parodia de la serie va más lejos debido a que además sus personajes caricaturizan a otros dibujos animados, videojuegos, animes, e incluso de un flash de Internet, pero con personalidades y actitudes exageradas al extremo, contiene temática explícita y humor negro. Hay referencias sexuales, desnudos leves, chistes de 'alto calibre', racismo, incesto, pederastia,  violencia, machismo, referencias a la cienciologia y otros elementos considerados políticamente incorrectos.
En abril de 2010 se lanzó una película para DVD: La casa de los dibujos: La película.

## Reparto
| Personaje                        | Actor de voz        | Doblaje latino                    |
| -------------------------------- | ------------------- | --------------------------------- |
| Captain Hero (Capitanazo)        | Jess Harnell        | Gerardo Reyero                    |
| Spanky Ham (Puerquísimo Chancho) | Adam Carolla        | Luis Daniel Ramírez               |
| Xandir                           | Jack Plotnick       | Eduardo Garza                     |
| Foxxy Love (Morocha Amorocha)    | Cree Summer         | Rebeca Patiño                     |
| Princess Clara (Princesa Clara)  | Tara Strong         | Elsa Covián                       |
| Toot Braunstein (Lulú D'Cartón)  | Tara Strong         | Evelyn Solares                    |
| Wooldoor Sockbat (Mueble O'Algo) | James Arnold Taylor | Arturo Mercado                    |
| Ling-Ling                        | Abbey McBride       | Gaby Ugarte (diálogos en español) |
| Productor judío                  | James Arnold Taylor | Federico Romano y Salvador Reyes  |

## Producción
El estilo visual de la serie es el de la tinta y la pintura digitales. El estilo fue elegido tanto por la sensación retro que le da a la serie como por la versatilidad y libertad que permite a los animadores, proporcionando un entorno en el que es posible combinar muchos estilos diferentes de animación. Otro aspecto único es que, donde la mayoría de las caricaturas presentan a sus personajes, aunque animados, como reales dentro del mundo del programa, los personajes de Drawn Together mantienen sus identidades como personajes de dibujos animados incluso dentro de su mundo animado, y reconocen su condición de animaciones. 
La casa de los dibujos tiene apariciones especiales de personajes famosos (o en algunos casos, clones para evitar infringir los derechos de autor) de todo el espectro animado. En consonancia con los diversos estilos de animación de los personajes, Mueble O'Algo y Lulú tienen cuatro dedos en cada mano, mientras que Clara, Morocha, Capitanazo y Xander poseen cinco. En las ilustraciones promocionales de la serie, Lulú y Mueble O'Algo están dibujados con los cinco dedos estándar, pero en el programa en sí tienen cuatro. Mientras que la mayoría de los personajes están dibujados con contornos negros, Clara y sus objetos están dibujados con bordes suaves, una referencia a las técnicas de animación de Disney, que implican la «limpieza» de los contornos negros. En contraste, Lulú está dibujado en el monocromo granulado y de alto contraste de la tecnología de su época.
El programa fue realizado por Rough Draft Studios en Glendale, California, y gran parte de la animación se realizó en las instalaciones del estudio en Corea del Sur. Una broma en The Drawn Together Clip Show es que muestran una lista de todos los niños coreanos que murieron animando el programa.

## Episodios
| Temporada | Temporada | Episodios | Episodios | Emisión original      | Emisión original        |
| Temporada | Temporada | Episodios | Episodios | Primera emisión       | Última emisión          |
| --------- | --------- | --------- | --------- | --------------------- | ----------------------- |
|           | 1         | 7         | 7         | 27 de octubre de 2004 | 15 de diciembre de 2004 |
|           | 2         | 15        | 15        | 19 de octubre de 2005 | 15 de marzo de 2006     |
|           | 3         | 14        | 14        | 5 de octubre de 2006  | 14 de noviembre de 2007 |
|           | Película  | Película  | Película  | 20 de abril de 2010   | 20 de abril de 2010     |